# Elaeocarpus verheijenii
Elaeocarpus verheijenii är en tvåhjärtbladig växtart som beskrevs av R. Weibel. Elaeocarpus verheijenii ingår i släktet Elaeocarpus och familjen Elaeocarpaceae. Inga underarter finns listade i Catalogue of Life.